# Целе (гандбольный клуб)
ГК Целе (словен. Rokometni Klub Celje Pivovarna Laško) — гандбольный клуб из словенского города Целе.

## История
Клуб был основан в 1947 году, когда две конкурирующие клуба объединились в центральное спортивную ассоциацию. Образовавшиеся ассоциация включала и гандбольный клуб. Первый сезон клуб Целе провёл в 1949 году в национальной лиги. В первом же сезоне Целе выиграл чемпионат, проведя турнир без поражения. В 1950 году Целе выступал в первой лиги чемпионата Югославии. В середине 50-х годов Целе вылетел из первой лиге чемпионата Югославии. В 1976 году Целе вышел в первую лигу чемпионата Югославии. В дальнейшем, Целе трижды доходила до финала кубка Словении, проигрывая финал в 1976 году Партизану, в 1978 году Медвешчаку, в 1980 году Металопластику. В сезоне 1990/91 Целе выступала во втором дивизионе и завоёвывает право выступать в первом дивизионе чемпионата Югославии. В 1991 году Словения провозглашает независимость от Югославии.
После обретения независимости Целе доминирует в чемпионате Словении. В сезоне 2003/04 Целе побеждает в лиге чемпионов ЕГФ.

## Сезоны
Список сезонов клуба ГК Целе в чемпионате Словении с 2010 года.

| Сезон   | Лига               | Место | Матчи | Победы | Ничьи | Поражение | ЗМ-ПМ    | Очки | Плей-офф   |
| ------- | ------------------ | ----- | ----- | ------ | ----- | --------- | -------- | ---- | ---------- |
| 2010-11 | Чемпионат Словении | 3     | 22    | 16     | 0     | 6         | 776—641  | 32   | 3-ее место |
| 2011-12 | Чемпионат Словении | 2     | 20    | 16     | 1     | 3         | 639—488  | 33   | 2-е место  |
| 2012-13 | Чемпионат Словении | 2     | 22    | 19     | 1     | 2         | 661—491  | 39   | 2-е место  |
| 2013-14 | Чемпионат Словении | 1     | 22    | 19     | 0     | 3         | 707—504  | 38   | 1-е место  |
| 2014-15 | Чемпионат Словении | 1     | 26    | 26     | 0     | 0         | 1005—617 | 52   | 1-е место  |
| 2015-16 | Чемпионат Словении | 1     | 26    |        |       |           |          |      | 1-е место  |

## Достижения
- Чемпион Словении (26) — 1992, 1993, 1994, 1995, 1996, 1997, 1998, 1999, 2000, 2001, 2003, 2004, 2005, 2006, 2007, 2008, 2010, 2014, 2015, 2016, 2017, 2018, 2019, 2020, 2022,2023
- Обладатель Кубка Словении (22) — 1992, 1993, 1994, 1995, 1996, 1997, 1998, 1999, 2000, 2001, 2004, 2006, 2007, 2010, 2012, 2013, 2014, 2015, 2016, 2017, 2018, 2023
- Победитель Лиги чемпионов ЕГФ (1) — 2003/04
- Обладатель Суперкубка ЕГФ (1) — 2004

## Состав
| Вратари - 1 Урбан Лесйак - 16 Иван Гайич - 66 Гошпер Добай Полусредние - 7 Повилас Бабарскас - 29 Артур Патрианова - 51 Борут Мачковшек - 14 Матец Грошель - 55 Жига Млакар | Линейные/Разыгрывающие - 10 Матец Сухолежник - 15 Вид Потеко - 80 Кристиан Бечири - 5 Яка Малус - 23 Миха Зарабец - 9 Давид Розгар - 26 Луциян Фужулето Крайние - 11 Гал Маргуч - 8 Блаж Янц - 25 Тилен Кодрин - 77 Лука Жвижей |

## Известные игроки
- Драган Гайич
- Горазд Шкоф
- Роман Пунгартник
- Алеш Пайович
- Ренато Вугринец
- Урош Зорман
- Алексей Песков
- Сергей Горбок
- Момир Рнич
- Мирко Алилович
- Петар Метличич
- Сергей Рутенко